# François Birotteau
François Birotteau, nascido em 1766, é um personagem da Comédia Humana de Honoré de Balzac. Ele aparece principalmente em Le Curé de Tours, onde é um dos protagonistas.
Eterna vítima, bom, até mesmo considerado doce demais (sua falta de força apostólica lhe é criticada em Le Lys dans la vallée), ele é alvo do ódio do abade Troubert, que visa seu alojamento confortável em Tours na casa de Mademoiselle Gamard em 1826 (ele tem então sessenta anos).
Órfão logo cedo, ele foi criado com os filhos da patroa de sua mãe, enviado ao seminário e ordenado padre antes da revolução.
Escapa por pouco da guilhotina escondendo-se. Depois ele se torna padre refratário, e, com a volta do culto, é nomeado vicário da catedral de Saint-Gatien de Tours.
Em agosto de 1817, tendo morrido o confessor de Madame de Mortsauf, é ele quem assume este lugar. Acolhe Félix de Vandenesse quando ele vem prestar uma última visita à condessa moribunda.
Em 1819, seu irmão César Birotteau lhe faz um apelo para escapar de problemas financeiros. O generoso François envia imediatamente mil francos (toda suas economias) ao perfumista em dificuldade (História da Grandeza e da Decadência de César Birotteau).
Em 1823, a morte de seu grande amigo, o abade Chappeloud, libera o apartamento que ele ocupava na casa de Mademoiselle Gamard. O abade Birotteau pode se beneficiar de sua imensa biblioteca, o que causa a inveja do abade Troubert. Troubert o persegue com ódio e consegue expulsá-lo de Tours. O abade Birotteau, depois de mil suplícios e vexações mesquinhas, é nomeado a Saint-Symphorien (Indre-et-Loire), enquanto Troubert, tornado Monseigneur, se muda para Troyes.